# Гроздовник простой
Гроздо́вник просто́й (лат. Botrýchium símplex) — вид рода Гроздовник (Botrychium) семейства Ужовниковые (Ophioglossaceae).

## Ботаническое описание
Реликт послеледникового периода.

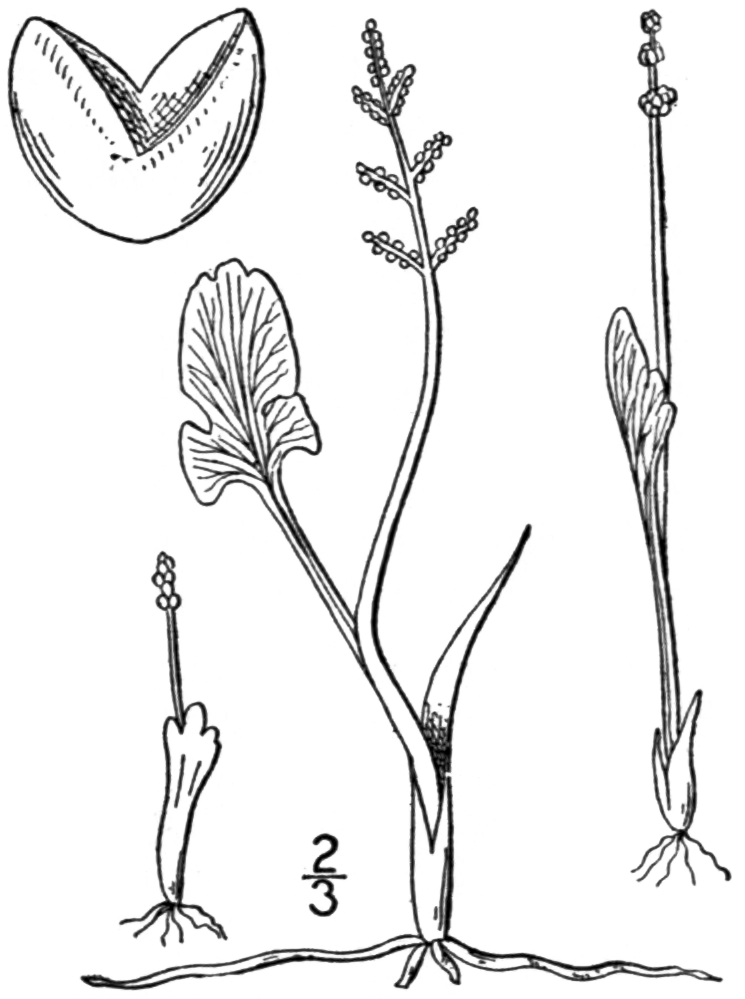
Ботаническая иллюстрация из книги Н. Бриттона и А. Брауна An Illustrated Flora of the Northern United States, Canada and the British Possessions, 1913

Многолетнее травянистое растение высотой 8—15 см.
Листья двух типов: стерильные, которые представлены рассечённой листовой пластинкой, и метельчато-разветвлённые фертильные, на длинном черенке.
Обитает на сырых лугах, по берегам озёр и рек, на торфяных болотах.

## Ареал
Обитает в Европе и Северной Америке. В России встречается в Калининградской, Псковской, Ленинградской областях, Карелии.

## Охранный статус
Вид, находящийся под угрозой исчезновения. Занесён в Красную книгу России. Вымирает в связи с застройкой и распашкой земель в местах своего обитания.

## Хозяйственное значение и применение
В некоторых странах северной Европы листья гроздовника простого используют в качестве седативного при укусах змей.

## Синонимы
- Botrychium tenebrosum A.A.Eaton[4]